# Cerkiew Przemienienia Pańskiego w Krechowie
Cerkiew Przemienienia Pańskiego w Krechowie – drewniana cerkiew greckokatolicka, znajdująca się na terenie monasteru w Krechowie, odtworzona w 2002.

## Historia obiektu
Około 1630 na terenie monasteru krechowskiego jego założyciel bazylianin Joil Jeroschy zbudował drewnianą cerkiew pw. Przemienienia Pańskiego. Jej fundatorami byli Stefan i Zofia Krasowscy. Została poświęcona w 1632 przez metropolitę kijowskiego Piotra Mohyłę. W latach 1771–1772 Krechów nawiedziła epidemia dżumy. Spośród 20 mnichów przebywających w klasztorze ocalał tylko jeden. Do znajdującego się w złym stanie technicznym klasztoru 13.02.1775 przybył z Kamieńca nowy ihumen Sylwester Łaszczewski. Dla pozyskania funduszy na renowację monasteru (przede wszystkim dla głównej wtedy świątyni murowanej cerkwi św. Mikołaja) sprzedał w 1775 drewnianą cerkiew Przemienienia Pańskiego za 1300 zł do pobliskiej wsi Dobrosin. W 1874 cerkiew spłonęła.
W 2002 odtworzono dawną cerkiew na terenie monasteru krechowskiego na podstawie starych rycin. Architektura świątyni nawiązuje do tradycyjnego budownictwa ludowego.

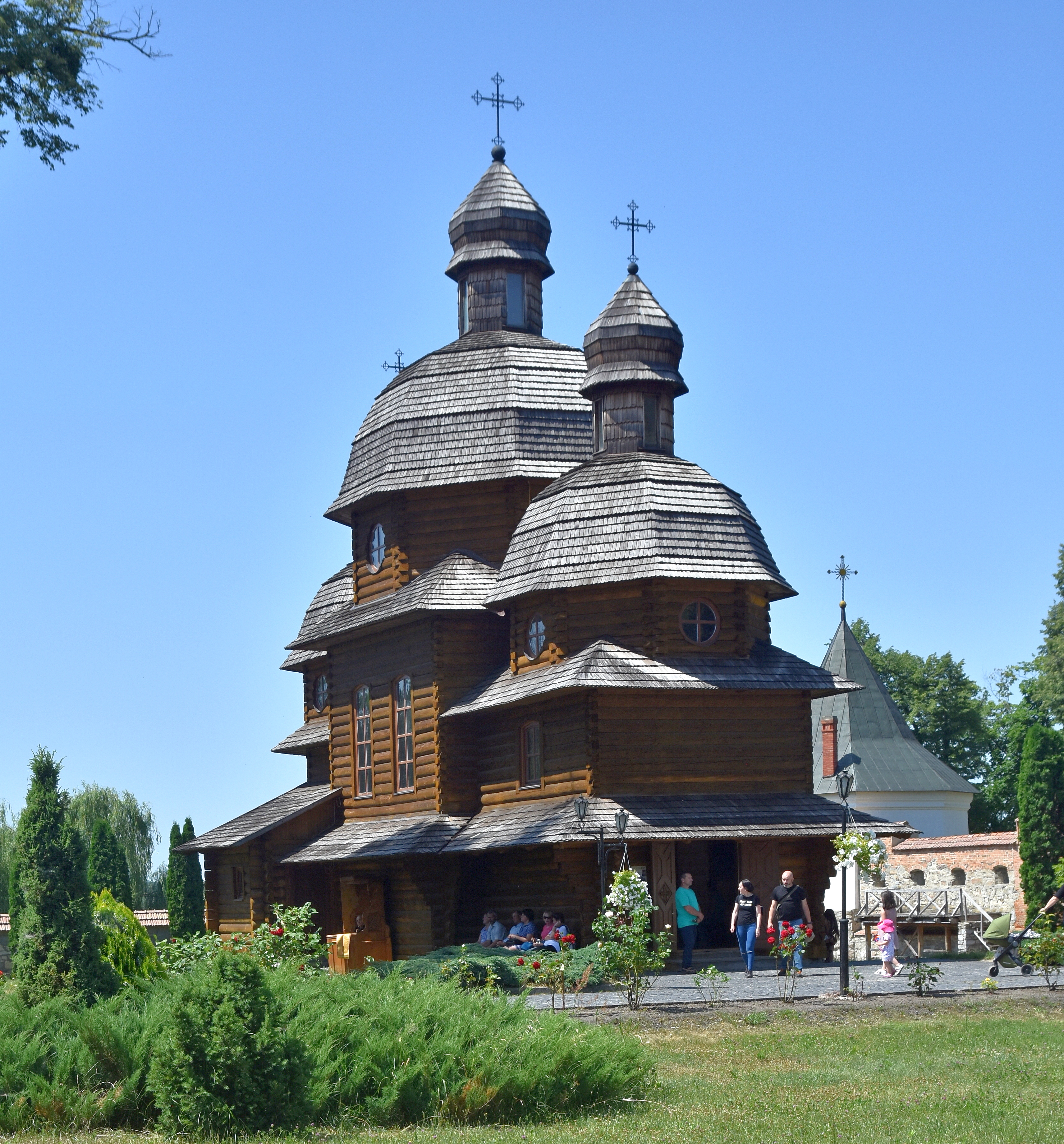
Widok od strony prezbiterium
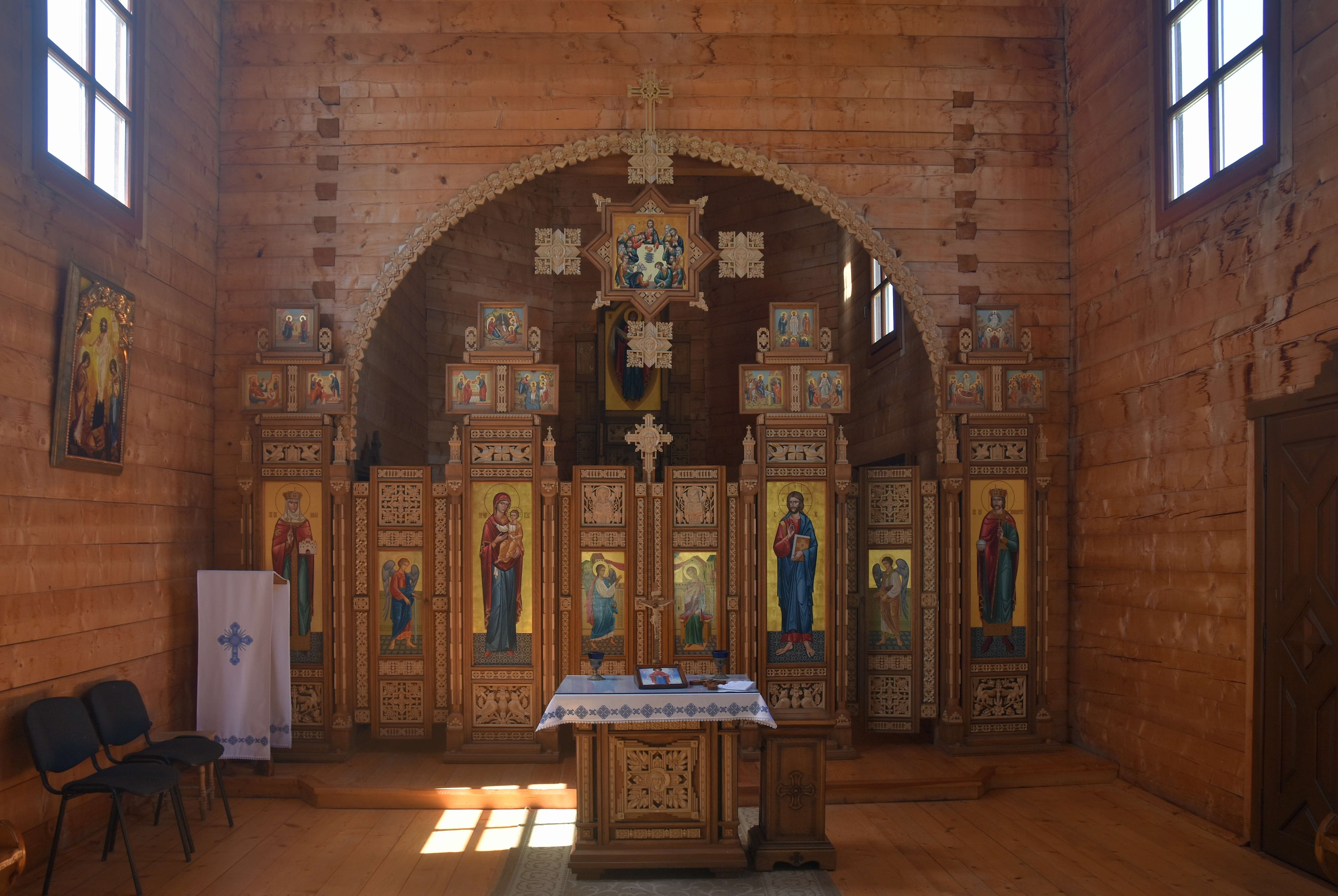
Wnętrze
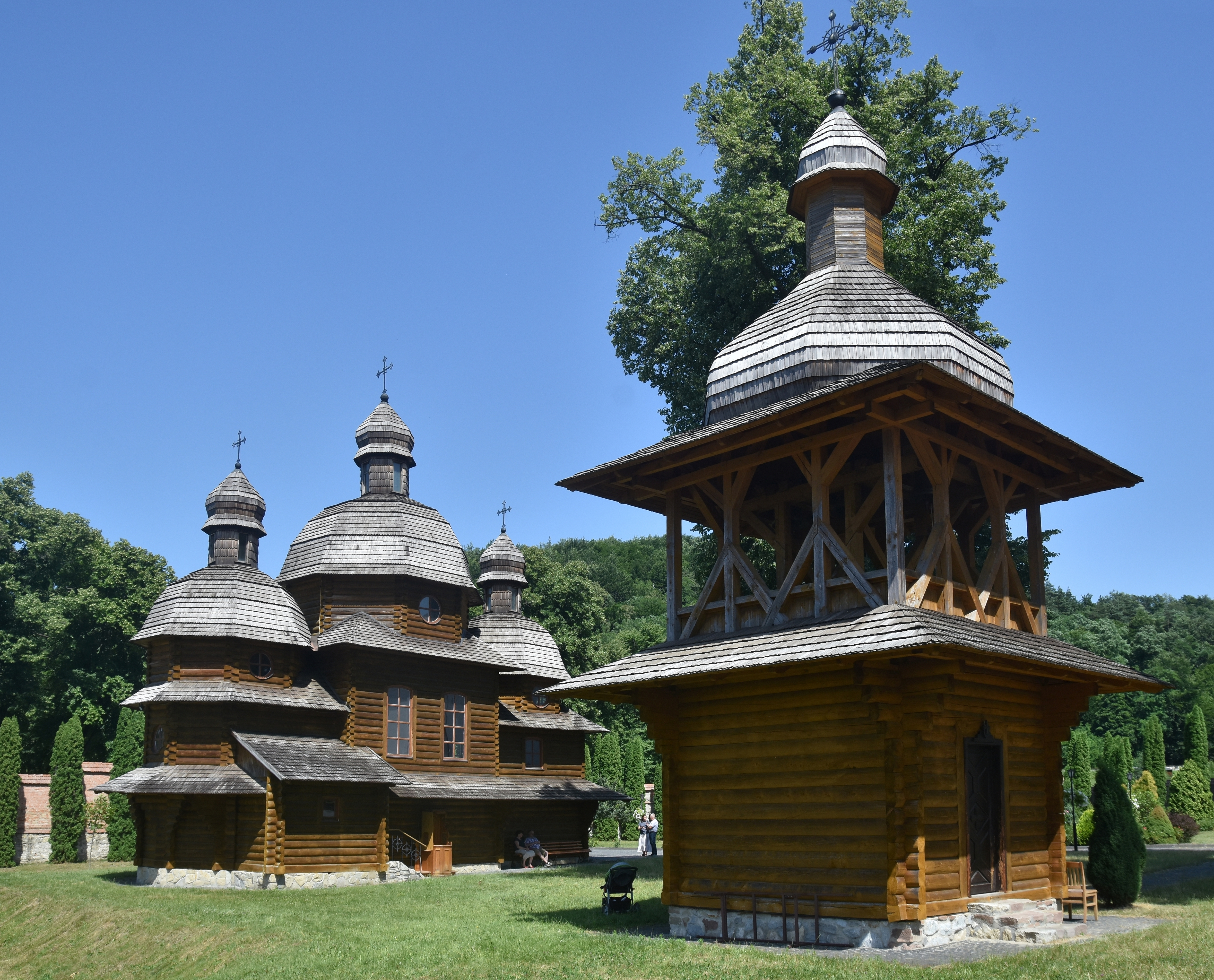
Cerkiew z dzwonnicą